# Alismàtides
Alismatidae és un nom botànic al rang de subclasse. la circumscripció d'aquesta subclasse varia segons el sistema taxonòmic que es faci servir. Molts sistemes taxonòmics només requereixen que inclogui la família Alismataceae.

## Alismatidae en el sistema Takhtajan
El Sistema Takhtajan el tracta com una de les sis subclasses dins la classe Liliopsida (=monocotiledònies). Consta de:
- subclasse Alismatidae
- : superordre Alismatanae
- :: order Butomales
- :: order Hydrocharitales
- :: order Najadales
- :: order Alismatales
- :: order Aponogetonales
- :: order Juncaginales
- :: order Potamogetonales
- :: order Posidoniales
- :: order Cymodoceales
- :: order Zosterales

## Alismatidae al Sistema Cronquist
El Sistema Cronquist el tracta com una de les quatre subclasses dins la classe Liliopsida (=monocotilèdons). Consta de (1981):
- subclasse Alismatidae
- : order Alismatales
- : order Hydrocharitales
- : order Najadales
- : order Triuridales

## APG II system
El sistema APG II system no usa noms botànics formals per sobre del rang d'ordre; assigna la majoria de les plantes implicades en l'ordre (expandit) Alismatales, en el clade 'monocots'.